# Yannick Bisson
Yannick D. Bisson (ur. 16 maja 1969 w Montrealu) – kanadyjski aktor i reżyser telewizyjny i filmowy.

## Życiorys
Urodził się w Montrealu. W 1980 wraz z rodziną przeniósł się do Toronto, gdzie jako trzynastolatek pojawił się w ponad 50 reklamach telewizyjnych. W wieku piętnastu lat zadebiutował rolą Speara Kozaka w telewizyjnym dramacie sportowym PBS/HBO Hokeiści (Hockey Night, 1984) z Megan Follows i Rickiem Moranisem. Za postać Coreya w serialu sportowym Magiczna godzina C.B.C. (C.B.C.'s Magic Hour, 1989) otrzymał nominację do kanadyjskiej nagrody Gemini. Sławę międzynarodową zawdzięcza roli Joeya Barreta w serialu Wysoka fala (High Tide, 1994–1997).
W serialu Showtime Smak życia (Soul Food, 2002–2004) wystąpił w roli adwokata Braina Tedrow. W serialu kryminalnym Hallmark Sue Thomas: Słyszące oczy FBI (Sue Thomas: F.B.Eye, 2002–2005) pojawił się jako agent FBI Jack Hudson. W serialu kryminalnym Detektyw Murdoch (Murdoch Mysteries, 2008–2020) wcielił się w tytułową postać inspektora Williama Murdocha. Wystąpił w serii reklam dla Canadian Imperial Bank of Commerce.

## Życie prywatne
26 maja 1990 poślubił Chantal Craig. Mają trzy córki: Briannę, Dominique i Mikaelę.

## Filmografia

### Filmy kinowe
- 1986: Toby McTeague jako Toby
- 1997: Asteroida śmierci (Velocity Trap) jako oficer Franklin J. Robinson
- 2004: Tamara (Some Things That Stay) jako dr Ostrum
- 2007: Animal 2 jako Dillen
- 2008: Nothing Really Matters jako Leo

### Filmy TV
- 1984: Hokeiści (Hockey Night) jako Spear Kozak
- 1986: Bracia przez wybór (Brothers by Choice) jako Scott
- 1987: Pierwszy przestępca (First Offender) jako Jeff
- 1991: Gold: The Dynamiters jako Johnny
- 1991: Gold: The Merchants of Venus jako Johnny
- 1991: Gold: A Fistful of Gold jako Johnny
- 1991: Gold: The World’s Play jako Johnny
- 1991: Gold: Frenchie's Gold jako Johnny
- 1994: Martwy kwiat (The Forget-Me-Not Murders) jako Greg Gale
- 1995: Młody przy sercu (Young at Heart) jako Joey
- 1999: Geniusz (Genius) jako Mike MacGregor
- 2000: Sophie Myles wyjeżdża (The Moving of Sophia Myles) jako Young
- 2001: Kameleon (The Pretender 2001) jako Agent NSA Edward Ballinger
- 2001: Zatańcz z mordercą (Loves Music, Loves to Dance) jako Charley/Paul Nash
- 2001: Zamach na Reagana (The Day Reagan Was Shot) jako Buddy Stein
- 2003: Chłopak pilnie poszukiwany (See Jane Date) jako Max Garrett
- 2004: I tak, i nie (I Do (But I Don’t)) jako James (Jay) Corina
- 2005: Szaleństwo na Święta Bożego Narodzenia (Crazy for Christmas) jako Peter Archer
- 2006: Tajemnice domu pociechy (The Secrets of Comfort House) jako Curtis
- 2007: Roxy Huter i duch (Roxy Hunter and the Mystery of the Moody Ghost) jako Jon
- 2008: Roxy Hunter i mityczna syrena (Roxy Hunter and the Myth of the Mermaid) jako Jon Steadman
- 2008: Roxy Hunter i tajemnica szamana (Roxy Hunter and the Secret of the Shaman) jako Jon Steadman
- 2008: Roxy Hunter i straszny Halloween (Roxy Hunter and the Horrific Halloween) jako Jon

### Seriale TV
- 1986: Adderly jako samochodowy dyżurny dzierżawca
- 1987: Nocna gorączka (Night Heat)
- 1987: Maxie's World jako Ferdie (głos)
- 1988: Alfred Hitchcock przedstawia (Alfred Hitchcock Presents) jako Ty
- 1988–1989: Poznać się na rzeczy (Learning the Ropes) jako Mark Randall
- 1989: Magiczna godzina C.B.C. (C.B.C.'s Magic Hour) jako Corey
- 1989: Street Legal jako Lennie Smith
- 1989: Magiczna godzina CBS (C.B.C.'s Magic Hour) jako Mike Stanoulis
- 1991: The Hidden Room jako Glenn
- 1992: Teatr Ray Bradbury (The Ray Bradbury Theater) jako Roger
- 1993: The Hidden Room jako John
- 1993: Matrix jako Rick Beals
- 1994–1997: Wysoka fala (High Tide) jako Joey Barrett
- 1998–2000: Nic dobrego dla kowboja (Nothing Too Good for a Cowboy) jako Richmond Hobson
- 1999: Łowcy skarbów (Relic Hunter) jako Stavros Vordalos
- 2001: Dwa razy w życiu (Twice in a Lifetime) jako Julian Fanshaw
- 2001: Mutant X jako Richard Saunders
- 2001: Undergrads jako Crougar
- 2002–2004: Soul Food jako Brian Tedrow
- 2002–2005: Sue Thomas: Słyszące oczy FBI (Sue Thomas: F.B.Eye) jako Jack Hudson
- 2003: Poszukiwani (1-800-Missing) jako Bruce Skeller
- 2005: Kevin Hill jako Austin Brooks
- 2006: Star Racer jako Gospodarz
- 2007: Falcon Beach jako Michael Prescott
- 2007: Akta Dresdena (The Dresden Files) jako sierżant Darren Munzer
- 2008: Miejskie szkodniki (Urban Vermin) jako No-Neck
- od 2008: Detektyw Murdoch (Murdoch Mysteries) jako Inspektor William Murdoch

### Filmy krótkometrażowe
- 1985: Esso
- 1986: Gdzie Pete (Where’s Pete) jako Pete